# لوزيعة
لوزيعة. أو بالأمازيغية (ثيمشرط) أو النفقة، هي من العادات والتقاليد التي توارثها سكان منطقة القبائل أبا عن جد، يقوم سكان القرى بجمع الأموال لشراء أو ثيران، يصل عدد الثيران في بعض الأحيان إلى 17 أو 20 إذا كانت العائلات كثيرة، تتم عملية النحر في يوم محدد مسبقا، وعادة ما تتم يوم الجمعة. توزع اللحوم على العائلات القاطنة بالقرية بالقسط والتساوي لا يوجد تمييز ولا تفرقة في القِسمة.
بعد توزيع اللحوم العائلات تبدأ عملية التحضير لجني الزيتون، والتي عادة ما تجري بطرق تقليدية، أو بما يسمى «أفراس» المتمثلة في تنظيف جوانب الشجرة ونزع الحشائش والأغصان غير النافعة عنها.
وتعد «لوزيعة» أحد أهم مظاهر التضامن التي يتميز بها سكان قرى ومداشر (أحياء) منطقة القبائل الكبرى والصغرى بالجزائر؛ وهي عملية تضامنية بعد أن كانت هذه المناسبة مرتبطة بالأرض وبالماء، حيث كان السكان يتقربون إلى ربهم بذبح العجول والأبقار، وتوزيعها لحومها على الفقراء طلبا للغيث، باتت الآن مرتبطة بقدوم المناسبات الدينية كعيد الفطر وليلة القد، والمولد النبوي، ويقيمها البعض منهم احتفالا برأس السنة الأمازيغية الموافقة للثاني عشر من يناير/كانون الثاني من كل عام.